# Rakhiv
Rakhiv (em ucraniano:  Рахів; em húngaro:  Rahó; em romeno:  Rahău; em russo:  Рахов, transliteração Românica do Russo Rakhov, Rakhev, Rakhyv) é uma cidade localizada na Transcarpátia (óblast) no oeste da Ucrânia. É o centro administrativo do Distrito de Rahiv (Rakhiv Raion).

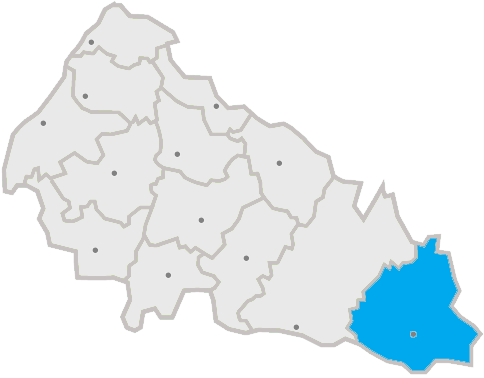
Localização

## População
Conforme Censo de 2001, a população da cidade era de 15 241 habitantes que incluíam: 
- 83,8% Ucranianos
- 11,6% Húngaros
- 3,2% Romenos
- 0,8% Russos

## Características
Rakhiv, ou mais precisamente a vila Dilove localizada próxima a ela, é um dos muitos pontos que visam ser o Centro Geográfico da Europa. O ponto sinalizador em Dilove (48º 45' N 18° 55' L) foi determinado em 1887 por geógrafos do Império Austro-Húngaro e apresenta a inscrição em Latim: 
"Locus Perennis Dilicentissime cum libella librationis quae est in Austria et Hungaria confectacum mensura gradum meridionalium et paralleloumierum Europeum. MD CCC LXXXVII."
Durante a Primeira Guerra Mundial, o Professor Tomáš Garrigue Masaryk permaneceu lá em 1917 - 1918, como comemora a placa comemorativa do Hotel Ucrânia.
A sede da Reserva da Biosfera dos Cárpatos fica em Rakhiv.
Rakhiv, com elevação de 430 m é a cidade mais elevada da Ucrânia